# Colonnata (Carrare)
Colonnata est le nom d'une frazione de la commune de Carrare, situé à 532 mètres d'altitude, sur les versants des Alpes apuanes, en Toscane : le site est mondialement connu pour ses carrières de marbre et sa production de lard.

## Histoire

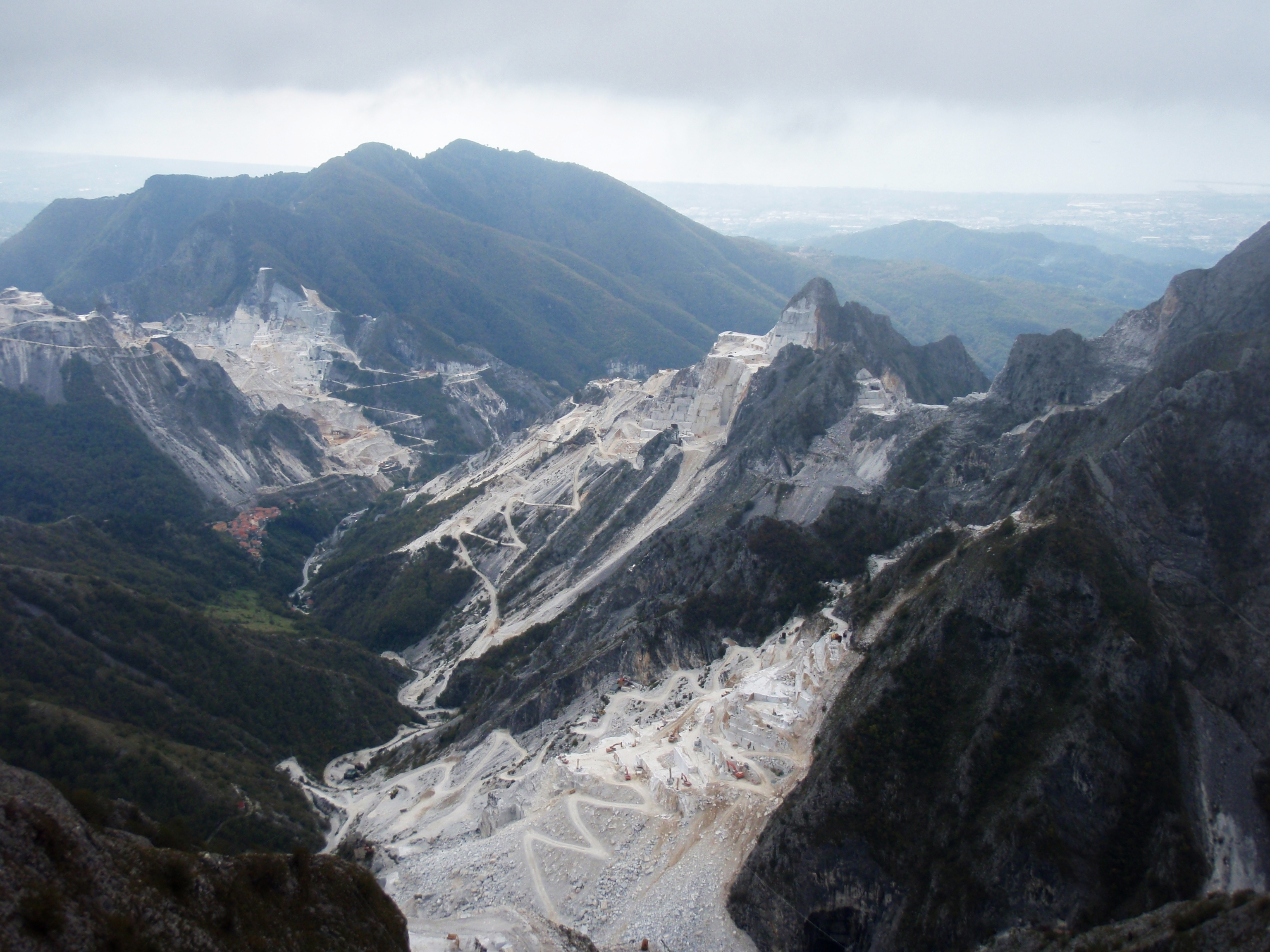
Le bassin marbrier de Colonnata.

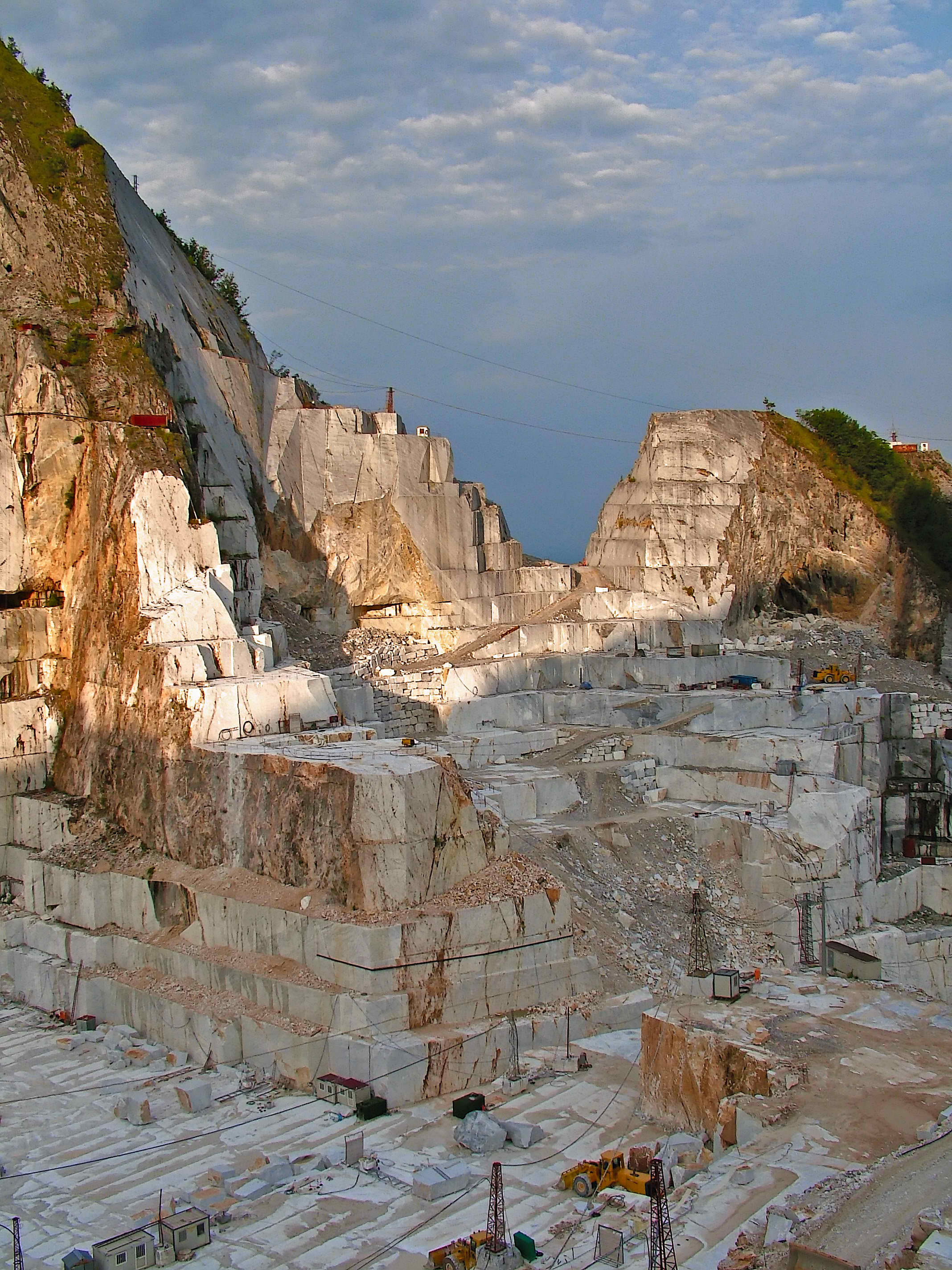
Amphithéâtre en gradins de la carrière Gioia.

Les origines de Colonnata remontent à l'implantation, vers -40, d'une colonie d'esclaves utilisée comme main-d'œuvre dans l'exploitation intensive des carrières de marbre pour la construction des palais romains. Pour des raisons de coût, le marbre local (dit  marbre lunense de la colonie voisine de Luni, fondée en -177, après la défaite des Ligures), était préféré au marbre grec (Paros et Pentélique). Une pierre trouvée, en 1810, portant les noms gravés des consuls des années 16-22, semble indiquer que l'installation était supervisée par des décurions et par un magister.
Ses carrières ont pu être aussi utilisées par les Ligures apuani : des traces d'activité extractive remontant au VIe siècle av. J.-C. ont été découvertes à la frazione Fantiscritti, proche de la "Fossa Carbonera".
D'autres documents remontent seulement au XIIIe siècle, tandis que l'église locale semble dater du XIIe siècle. Il est possible, toutefois, que Colonnata, ait été au Haut Moyen Âge une place forte pour les peuples qui s'y sont succédé (Byzantins, Goths et Lombards). Au XVIe siècle, les notices révèlent l'existence de 53 familles.
Colonnata a prospéré principalement grâce à l'exploitation des carrières de marbre. L'importante présence de châtaigneraies favorisa aussi l'élevage de porcs et la production de charcuterie notamment du lard qui a été pendant des lustres le casse-croûte préféré des carriers.

## Géographie
Le bassin marbrier de Colonnata est le plus oriental des trois bassins carrarais. 

### Carrières
La vallée compte de nombreuses carrières parmi lesquelles Artana A, Belgia Bassa, Calagio Alto, Campanili, Carpenetella, Cima Campanili, Fosso Cardellino, Fosso Cardellino, Olmo, Pirinea, Seccagna, Venedretta, Vetticicaio, Zucconi. Située sur la commune de Massa, la carrière de Gioia - Piastrone, située à 810 mètres,est le plus grand complexe marbrier caractérisé par une montagne taillée en amphithéâtre formé par de hautes marches de marbre.

## Lieux d'intérêt

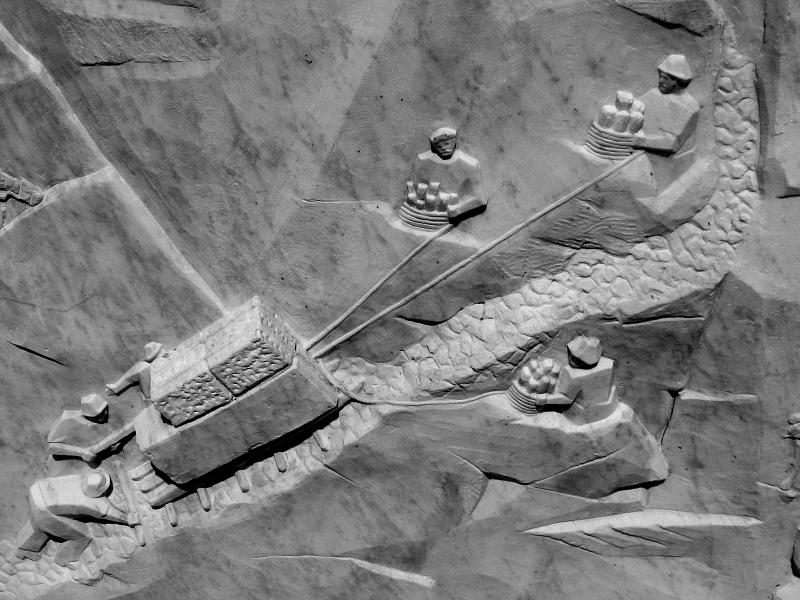
Détails du Monumento al cavatore représentant une scène de lizzatura.

L'église paroissiale du XVIe siècle dédiée à saint Barthélemy est dotée d'un campanile et d'un aménagement intérieur principalement en marbre ; sont entre autres dignes d'intérêt le maître-autel en marbre blanc, les autels latéraux en marbres polychromes ainsi qu'un beau crucifix également en marbre que la tradition populaire attribué à un élève de Michel-Ange. 
Sur la placette, à côté de l'église se trouve le Monumento al cavatore (Monument au carrier), œuvre d'Alberto Sparapani de 1983, long de 11 mètres et d'un poids de 60 tonnes, entièrement en marbre et caractérisé par un bas-relief sculpté qui raconte l'histoire du travail du marbre par les carriers.